# Agromyza invaria
Agromyza invaria este o specie de muște din genul Agromyza, familia Agromyzidae. A fost descrisă pentru prima dată de Walker în anul 1857. Conform Catalogue of Life specia Agromyza invaria nu are subspecii cunoscute.